# Kristotomus chinensis
Kristotomus chinensis là một loài tò vò trong họ Ichneumonidae.